# Nazimaoismo
O nazimaoismo surgiu em 1968 na Universidade de Roma "La Sapienza" e teve sua principal expressão partidária no movimento político "Lotta di Popolo" (Luta do Povo), para onde confluíram integrantes de outros movimentos como: "La Caravella" e "Primula Goliardica".
Alguns entendem que o nazimaoismo teve seu fim com a dissolução da "Lotta di Popolo", em 1973, mas outros entendem que o fenômeno teve continuidade em grupos como o "Terza Position" e, mais recentemente, no "Forza Nuova", que, apesar de um anticomunismo acentuado e a defesa de posições nacionalistas típicas da extrema direita, têm um forte enfoque nos problemas sociais, bem como um forte antiamericanismo e antissionismo.
Cabe ressaltar que essa expressão foi aquela utilizada pela imprensa para descrever o fenômeno político na época. Sendo que, em nenhum momento os autores políticos qualificados por essa expressão a reivindicaram.

## Outros países
Na França, foi criada uma organização irmã da "Lotta di Popolo" italiana, denominada como: "Lutte du Peple". Ambas as correntes foram criadas a partir de remanescentes da "Giovane-Europa" e da Jeune-Europe, que eram organizações irmãs estruturadas em torno de ideias propagadas, principalmente, por Jean Thiriart. Depois disso, organizações irmãs foram criadas na Espanha e na Alemanha, onde foi criada a "National-Révolutionare Aufbau Organisation".
No final de 1971, também na França, foi fundada a "l' Organisation Lutte du Peuple" (l'OLP), por alguns dissidentes nacionalistas de esquerda da "Ordre Noveua" e socialistas europeus da "Pour Une Jeune-Europe" (uma organização distinta da "Jeune-Europe" dirigida por Jean Thiriart), liderada por Yves Batille.
Essas organizações, faziam mistura das teses de Jean Thiriart com um maoismo adaptado para o cenário europeu, mas havia uma diferença fundamental, pois, enquanto para Thiriart o maoismo era um emento secundário, era, para as organizações nazimaoistas, um elemento fundamental.